# 23時の密着テレビ「レベチな人、見つけた」
『23時の密着テレビ「レベチな人、見つけた」』（にじゅうさんじのみっちゃくテレビ「レベチなひと、みつけた」）は、テレビ東京系列で2021年3月30日から、2022年3月29日まで毎週火曜日の23:06 - 23:55（JST）に放送されていたバラエティ番組。

## 概要
『ワールドビジネスサテライト』（WBS:経済報道番組）が1988年（昭和63年）の放送開始以来、初の22時台スタートとなったが、金曜は従前どおり23時台スタートとなるため、2009年4月から2021年3月まで12年間にわたって金曜22時台で放送されていた前番組『たけしのニッポンのミカタ!』と『WBS』が充てられた火曜22時台で放送されていた『日経スペシャル ガイアの夜明け』の枠を交換する形で火曜23時台で放送開始された。
本番組では、レベルが違う人および生活に完全に密着し、その人生について掘り下げていくといった内容である。前番組で司会としてタッグで務めていたビートたけしと国分太一（TOKIO）は続役するが、テレビ東京編成部長の大庭竹修は同番組とは全く異なる内容の番組であると説明した。
1997年4月から2009年3月まで放送された『たけしの誰でもピカソ』から24年間テレビ東京でたけしの番組を制作し続けてきたイースト・エンタテインメントは前番組で外れ、替わって国分が出演する『男子ごはん』を制作しているジーヤマが本番組を制作していた。
2022年4月5日より『モヤモヤさまぁ〜ず2』が本番組の枠に移動することが同年3月5日に発表され、本番組は1年で終了することが3月8日の同局の編成説明会で発表された。これにより、前番組『たけしのニッポンのミカタ!』から続いたたけしと国分のコンビによる番組は13年で幕を下ろすことになり、また『たけしの誰でもピカソ』から続いたテレビ東京系列のたけし司会の番組シリーズが25年間の歴史に幕を閉じることにもなった。

## 出演者
- ビートたけし
- 国分太一（TOKIO）

## スタッフ
- 構成：伊藤正宏、竹村武司【毎週】、片岡章博、エモペイ、江藤美明【週替り】
- ナレーター：水原恵理（テレビ東京）
- カメラ：高村和隆、岡田航、小島正也、松井光太郎、加藤誠一【週替り】
- 照明：古川雅士、小池陽南子【週替り】
- VE：佐原和彦、佐久間元貴【週替り】
- 音声：谷島亜紗未
- ロケ技術：柴田優、SDTエンタープライズ、丸山宗弘、森村吉則、佐藤航、石隈晶彦、川村英吾、坂口周兵、渡辺晃【不定期】
- 編集：岩見貴南・白根大（STUDIO38）、中澤仁、早川亮、是永彩希（ジーリンクスタジオ）、BEETECH（技術協力の回あり）、安齋勝広【週替り】
- MA：宮嶌宏道（テクノマックス）、大矢研二【週替り】
- 技術協力：テクノマックス、BEETECH
- 機材協力：東京オフラインセンター（以前は編集協力）【週替り】
- 音効：村松聡
- CG：しみづa.k.a.CLEARWATER
- リサーチ：大森智仁（リベラス）
- 美術プロデューサー：金森明日香
- 美術進行：仙田拓也
- 美術協力：テレビ東京アート
- 宣伝：根津礼美（テレビ東京）
- デスク：門田理沙（テレビ東京）【毎週】、反町晴花、井口志津代【週替り】
- AD：伊川琴音、小谷田絢花、井上輝心、古田雅子、成田朝陽、永野莉帆、尾中亮太、足立さくら、江尻果穂、知念匠、山崎文菜、龍田愛、宮本晃樹、三橋寛汰【週替り】
- 制作進行：伊藤暁（以前はAD）【不定期】
- AP：向山麻子【毎週】、馬場ゆうみ（ジーヤマ）【週替り】
- ディレクター：龍辰彦・大島圭司（ジーヤマ）、児山昌平（グレート・スコット）、師岡靖成、二宮孝太郎・瀧本卓（CRANKY）、内山真吾、山口貴由（全力カンパニー）、太田大介（Q.inc）、木村亮、水主惟弘（BEE BRAIN）、阿部和孝、牛窪真二（PLATFORM）、井筒栄志（遊冒）、茂木孝太、安井紘侑、澤田陸（澤田→以前はAD）、橋田裕元、西戸裕太郎、古武直城、手塚悠太、原慎吾【週替り】
- 演出：吉田康生（ジーヤマ、以前はディレクター）、磯田裕介・相沢宏明（BEE BRAIN、相沢→以前はディレクター）【週替り】
- プロデューサー：高橋利一郎（ジーヤマ）、中村肇・三浦正幸（BEE BRAIN）【週替り】
- 総合演出・プロデューサー：矢部宏光（テレビ東京）
- チーフプロデューサー：高砂佳典（テレビ東京）
- 制作協力：ジーヤマ、BEE BRAIN
- 製作著作：テレビ東京

### 過去のスタッフ
- 宣伝：鈴木紀子（テレビ東京）
- 演出：水野達也（ジーヤマ）
- プロデューサー：石原三久良子（BEE BRAIN、以前はAP）

## ネット局と放送時間
- 同時ネット局以外では『密着テレビ「レベチな人、見つけた」』としてタイトルを変えて放送していた[注 2]。

| 放送対象地域   | 放送局                | 系列           | 放送時間（JST）                | 備考     |
| -------------- | --------------------- | -------------- | ------------------------------ | -------- |
| 関東広域圏     | テレビ東京（TX）      | テレビ東京系列 | 火曜日 23:06 - 23:55           | 制作局   |
| 北海道         | テレビ北海道（TVh）   | テレビ東京系列 | 火曜日 23:06 - 23:55           |          |
| 愛知県         | テレビ愛知（TVA）     | テレビ東京系列 | 火曜日 23:06 - 23:55           |          |
| 大阪府         | テレビ大阪（TVO）     | テレビ東京系列 | 火曜日 23:06 - 23:55           |          |
| 岡山県・香川県 | テレビせとうち（TSC） | テレビ東京系列 | 火曜日 23:06 - 23:55           |          |
| 福岡県         | TVQ九州放送（TVQ）    | テレビ東京系列 | 火曜日 23:06 - 23:55           |          |
| 滋賀県         | びわ湖放送（BBC）     | 独立局         | 火曜日 23:06 - 23:55           | [ 注 3 ] |
| 和歌山県       | テレビ和歌山（WTV）   | 独立局         | 火曜日 23:06 - 23:55           | [ 注 4 ] |
| 宮城県         | 東北放送（tbc）       | TBS系列        | 金曜日 1:00 - 1:50（木曜深夜） | [ 注 5 ] |
| 岩手県         | IBC岩手放送（IBC）    | TBS系列        | 日曜日 13:54 - 14:43           | [ 注 6 ] |
| 青森県         | 青森テレビ（ATV）     | TBS系列        | 日曜日 16:05 - 16:55           |          |
| 鹿児島県       | 南日本放送（MBC）     | TBS系列        | 水曜日 23:56 - 翌0:50          |          |
| 奈良県         | 奈良テレビ（TVN）     | 独立局         | 土曜日 12:10 - 13:00           | [ 注 7 ] |
| 三重県         | 三重テレビ（MTV）     | 独立局         | 木曜日 20:00 - 20:50           |          |
| 石川県         | 石川テレビ（ITC）     | フジテレビ系列 | 日曜日 13:00 - 13:50           | [ 注 8 ] |
| 長崎県         | テレビ長崎（KTN）     | フジテレビ系列 | 土曜日 10:25 - 11:15           |          |

過去のネット局
- 岐阜放送（GBS） 初回から同時ネットで放送していたが2021年9月28日で打ち切り。
- 中国放送（RCC）

- 関東地区では2021年4月6日から同年4月20日まで、直前の22:58 - 23:06に「みどころ」を別途放送[注 9]。